# Comunidad campesina de Llocllapampa
La comunidad campesina de Llocllapampa es una comunidad campesina ubicada dentro del distrito de Llocllapampa, a 25 km al oeste de la capital de la provincia de Jauja, en el departamento de Junín.  Se crea el año 1936 como comunidad de indígenas, luego en el gobierno Velasco Alvarado en la reforma agraria es reconocida como comunidad campesina.
Su familia lingüística es el español y presenta una población total de 810 personas, de acuerdo del Instituto Nacional de Estadística e Informática del 2018. La comunidad tenía 400 comuneros asociados en 2016 .
Se encuentra constituida por un conjunto de familias que habitan en el mismo territorio comunal, ligados por vínculos de consanguinidad, afinidad e integridad que desarrollan actividades sociales, económicas, culturales de sus ancestro.
El distrito abarca una extensión de 110.60 km² o 11,060 hectáreas. Representando el 2.95% del territorio provincial, se posiciona como el noveno distrito más extenso de la provincia.

## Ubicación
Ubicada dentro del distrito de Llocllapampa, a 25 km al oeste de la capital de la Provincia de Jauja, en el Departamento de Junín. Con una altitud que oscila entre los 3,465 m s. n. m. y los 3,496 m s. n. m., este distrito se enmarca en las coordenadas 11° 48' 56" de latitud sur y 75° 24' 42" de longitud oeste .Limita al norte con los distritos de Curicaca y Janjaillo, al sur con Paccha y Sincos, al este con Parco y al oeste con Canchayllo, El distrito abarca una extensión de 110.60 km² o 11,060 hectáreas. Representando el 2.95% del territorio provincial, se posiciona como el noveno distrito más extenso de la provincia.

## Creación
Llocllapampa se crea el año 1936 como Comunidad de indígenas, luego en el gobierno Velasco Alvarado, en la reforma agraria es reconocida como comunidad campesina y desde allí se vino organizando de diferentes maneras para la explotación de sus recursos, a través de la misma organización campesina. se encuentra constituida por un conjunto de familias que habitan en el mismo territorio comunal, ligados por vínculos de consanguinidad, afinidad e integridad que desarrollan actividades sociales, económicas, culturales de sus ancestros. Así mismo, según el mismo reglamento se considera como una institución legal con personería jurídica con derechos establecidos en la constitución política del Perú, el código civil, ley general de comunidades campesinas, ley No 24656, tiene carácter democrático y goza de autonomía en su organización, trabajo comunal, uso de sus tierras, así como en lo económico y administrativo. 

## Etimología
Lloclla y/o lloqlla: tienen su- significado en las avenidas de cantos rodados por inclemencias de la naturaleza, como resultado de los volcanes de origen tectónico y orgánico, por otra parte la terminología de Lloclla es el sonido de las aguas termo medicinales existentes en el lugar, que al momento de brotar del sub suelo producen un sonido
Pampa: Es una palabra castellana que significa pequeña planicie de un espacio geográfico. En conjunto significaría, pueblo ubicado en las avenidas de los cantos rodados, dentro de un espacio geográfico plano. Las tierras comunales tienen sus raíces en las antiguas maracas del imperio incaico prevaleciendo durante el periodo colonial republicano.